# Associazione Calcio Crevalcore 1993-1994
Questa pagina raccoglie le informazioni riguardanti l'Associazione Calcio Crevalcore nelle competizioni ufficiali della stagione 1993-1994.

## Rosa
| N. |                   | Ruolo | Calciatore          |
| -- | ----------------- | ----- | ------------------- |
|    | Italia (bandiera) | A     | William Aldrovandi  |
|    | Italia (bandiera) | P     | Alessio Bandieri    |
|    | Italia (bandiera) | D     | Davide Bersanetti   |
|    | Italia (bandiera) | D     | Fabrizio Boccaccini |
|    | Italia (bandiera) | D     | Giovanni Bozzia     |
|    | Italia (bandiera) | A     | Cristiano Buriani   |
|    | Italia (bandiera) | C     | Rossano Casoni      |
|    | Italia (bandiera) | C     | Stefano Daniel      |
|    | Italia (bandiera) | C     | Luciano Foschi      |
|    | Italia (bandiera) | A     | Antonio Gespi       |

| N. |                   | Ruolo | Calciatore         |
| -- | ----------------- | ----- | ------------------ |
|    | Italia (bandiera) | C     | Mauro Mariani      |
|    | Italia (bandiera) | D     | Vittorio Mero      |
|    | Italia (bandiera) | D     | Andrea Molari      |
|    | Italia (bandiera) | C     | Gianpaolo Motta    |
|    | Italia (bandiera) | D     | William Pederzoli  |
|    | Italia (bandiera) | A     | Gianluca Pittaluga |
|    | Italia (bandiera) | D     | Davide Salerno     |
|    | Italia (bandiera) | C     | Matteo Venturi     |
|    | Italia (bandiera) | C     | Lamberto Zauli     |